# كأس ألمانيا 1973–74
كأس ألمانيا 1973–74 (بالألمانية: DFB-Pokal 1973/74)‏ هو الموسم 31 من كأس ألمانيا. أشرف على تنظيمه اتحاد ألمانيا لكرة القدم، وكان عدد الأندية المشاركة فيه 32، وفاز فيه آينتراخت فرانكفورت.